# O. C. L. Industrial Township
O. C. L. Industrial Township è una città dell'India di 2.197 abitanti, situata nel distretto di Sundergarh, nello stato federato dell'Orissa. In base al numero di abitanti la città rientra nella classe VI (meno di 5.000 persone).

## Geografia fisica
La città è situata a 22° 10' 28 N e 84° 34' 50 E.

## Società

### Evoluzione demografica
Al censimento del 2001 la popolazione di O. C. L. Industrial Township assommava a 2.197 persone, delle quali 1.177 maschi e 1.020 femmine. I bambini di età inferiore o uguale ai sei anni assommavano a 177, dei quali 86 maschi e 91 femmine. Infine, coloro che erano in grado di saper almeno leggere e scrivere erano 1.949, dei quali 1.063 maschi e 886 femmine.